# Zoo di Edimburgo

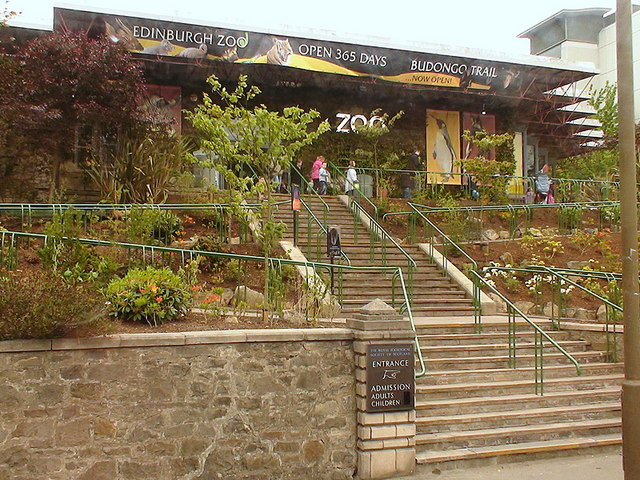
L'ingresso

Lo zoo di Edimburgo (Inglese: Edinburgh Zoo, formalmente Scottish National Zoological Park) è un giardino zoologico situato ad Edimburgo, la capitale della Scozia.